# Adam Białas
Adam Jerzy Białas (ur. 1987 w Sieradzu) – polski lekarz, specjalista chorób płuc, profesor uczelni na Uniwersytecie Medycznym w Łodzi. 

## Życiorys
W 2012 roku ukończył studia na Wydziale Lekarskim Uniwersytetu Medycznego w Łodzi. W 2014, na podstawie rozprawy pt. „Analiza ewolucji technik chirurgicznych i porównanie metody Ravitcha z małoinwazyjną techniką korekcji lejkowatej klatki piersiowej według Nussa”, uzyskał stopień doktora w dziedzinie nauk medycznych w specjalności torakochirurgia na Wydziale Wojskowo – Lekarskim Uniwersytetu Medycznego w Łodzi. W 2019 roku uzyskał Europejski Dyplom w Medycynie Oddechowej Dorosłych na podstawie egzaminu HERMES, organizowanego przez European Respiratory Society. W 2019 roku, na podstawie cyklu prac pod tytułem „Rola zaburzeń ultrastruktury oraz funkcjonowania mitochondriów w patobiologii Przewlekłej Obturacyjnej Choroby Płuc” uzyskał stopień doktora habilitowanego nauk medycznych i nauk o zdrowiu.
Autor licznych publikacji w czasopismach o zasięgu międzynarodowym, w tym w większości opublikowanych w czasopismach z tzw. listy filadelfijskiej (ORCID 0000-0002-3501-167X). Jego główny dorobek naukowy dotyczy chorób płuc, przede wszystkim przewlekłej obturacyjnej choroby płuc, ale także opublikował prace dotyczące innych gałęzi medycyny, a także nauk prawnych.
Członek Polskiego Towarzystwa Chorób Płuc oraz European Respiratory Society. Członek Rady Redakcyjnej czasopisma Scientific Reports, należącego do Springer Nature.